# Edward Djerejian

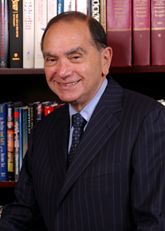
Edward Djerejian

Edward Peter Djerejian (* 6. März 1939 in New York City) ist ein ehemaliger US-amerikanischer Diplomat, der unter anderem zwischen 1989 und 1991 Botschafter in Syrien, von 1991 bis 1992 Assistant Secretary of Near Eastern and South Asian Affairs, 1992 bis 1993 Assistant Secretary of State for Near Eastern Affairs und zugleich zwischen 1992 und 1993 kommissarischer Assistant Secretary of State for South Asian Affairs war. 1994 war er kurzzeitig Botschafter in Israel und war von August 1994 bis Juni 2022 Direktor des James A. Baker III Institute for Public Policy der Rice University.

## Leben

### Studium und Beginn der diplomatischen Laufbahn
Djerejian, Nachkomme armenischer Einwanderer, absolvierte nach dem Schulbesuch ein Studium für den auswärtigen Dienst an der Georgetown University, das er 1960 mit einem Bachelor of Science (B.S. Foreign Service) abschloss. Nachdem er von 1961 bis 1962 Militärdienst in der US Army geleistet hatte, trat er in den diplomatischen Dienst des US-Außenministeriums und war anfangs von 1962 bis 1964 Sonderassistent von Vize-Außenminister (United States Under Secretary of State) George Wildman Ball sowie anschließend zwischen 1965 und 1969 Politischer Referent an der Botschaft im Libanon. Nachdem er zwischen 1969 und 1972 Politischer Referent an der Botschaft in Marokko war, arbeitete er von 1972 bis 1975 als Verwaltungsassistent von Joseph J. Sisco, der zunächst Assistant Secretary of State for Near Eastern Affairs und dann seit Februar 1974 Under Secretary of State for Political Affairs war.
1975 wurde Djerejian Leiter des Generalkonsulats in Bordeaux und verblieb auf diesem Post bis 1977. Anschließend war er zwischen 1978 und 1979 Referent im Europareferat (Bureau of European Affairs) sowie von 1979 bis 1981 Leiter der Politischen Abteilung an der Botschaft in der Sowjetunion, ehe er von 1981 bis 1984 als Ständiger Vertreter des Botschafters in Jordanien fungierte. Er war zwischen 1985 und 1986 als Sonderassistent von US-Präsident Ronald Reagan sowie dessen stellvertretender Pressesekretär für auswärtige Angelegenheiten tätig und bekleidete danach zwischen 1986 und 1988 die Funktion als Deputy Assistant Secretary of Near Eastern and South Asian Affairs. Als solcher war er Stellvertreter von Richard W. Murphy, der als Assistant Secretary of Near Eastern and South Asian Affairs Leiter des Referats für den Nahen Osten und Südasien im Außenministerium war.

### Botschafter undAssistant Secretary of State
Als Nachfolger von William L. Eagleton übernahm Djerejian am 2. Oktober 1988 seinen ersten Botschafterposten, und zwar als Botschafter in Syrien. Auf diesem Posten blieb er bis zum 25. Juli 1991.
Daraufhin löste er selbst am 30. September 1991 John Hubert Kelly als Assistant Secretary of Near Eastern and South Asian Affairs und somit als Leiter des Referats für den Nahen Osten und Südasien im Außenministerium ab. Durch das Gesetz über auswärtige Beziehungen für die Haushaltsjahre 1992/1993 wurde die Ernennung des Assistant Secretary of State for South Asian Affairs vom 28. Oktober 1991 bestätigt und beschlossen, Teile aus dem bisherigen Referat für den Nahen Osten und Südasien (Bureau of Near Eastern and South Asian Affairs) auszugliedern. Daraufhin wurde am 24. August 1992 das Referat für Südasien (Bureau of South Asian Affairs) geschaffen, das für die Beziehungen zu Afghanistan, Bangladesch, Bhutan, Indien, Malediven, Nepal, Pakistan und Sri Lanka verantwortlich war. Djerejian blieb daraufhin bis zum 17. Dezember 1993 als Assistant Secretary of State for Near Eastern Affairs Leiter des verkleinerten Nahost-Referats (Bureau of Near Eastern Affairs) und fungierte zugleich zwischen dem 24. August 1992 und dem 30. Mai 1993 als kommissarischer Assistant Secretary for South Asian Affairs sowie Leiter des neugeschaffenen Südasien-Referats.
Zuletzt wurde Djerejian am 13. Januar 1994 neuer Botschafter in Israel und damit Nachfolger von William C. Harrop. Diesen Botschafterposten bekleidete er jedoch nur wenige Monate bis zum 9. August 1994.
Nach seinem Ausscheiden aus dem diplomatischen Dienst war Djerejian von 1994 bis 2022 Direktor des James A. Baker III Institute for Public Policy der Rice University. Zugleich gehörte er seit 1996 den Aufsichtsräten von Occidental Petroleum und Global Industries sowie seit 2001 auch dem Aufsichtsrat von Baker Hughes als Mitglied an. Des Weiteren engagierte er sich für den Council on Foreign Relations und die American Academy of Diplomacy. Darüber hinaus arbeitete er im Beirat und der Arbeitsgruppe zur Abmilderung religiöser und ethnischer Konflikte der Clinton Global Initiative an und war auch Mitglied des Kuratoriums des Houston Ballet. 2011 wurde Djerejian Mitglied der American Academy of Arts and Sciences.
Aus seiner Ehe mit Françoise Andreé Liliane Marie Haelters gingen der Sohn Gregory Peter Djerejian sowie die Tochter Francesca Natalia Djerejian hervor.

## Veröffentlichungen
- From Conflict Management To Conflict Resolution, in: Foreign Affairs, Jahrgang 85, Nr. 6, November/Dezember 2006, S. 41–48
- Danger and Opportunity. An American Ambassador’s Journey Through the Middle East, Autobiografie, Threshold Editions, 2008, ISBN 978-1-41655-493-6